# 桧村
桧村（ひのきむら）は、かつて岐阜県不破郡にあった村である。
現在の大垣市桧町などに該当する。
古い文献では、村名を「檜村」とも表記される。

## 歴史
- 1889年（明治22年）7月1日 - 町村制により桧村が発足。
- 1897年（明治30年）4月1日 - 静里村、久徳村、中曽根村、荒川村と合併し、静里村が発足。同日桧村は廃止。